# Nikolaj Tsjerkasov (wielrenner)
Nikolaj Tsjerkasov (Omsk, 26 september 1996) is een Russisch wielrenner.

## Carrière
Als junior werd Tsjerkasov in 2013 nationaal kampioen tijdrijden. Een maand later won hij, door solo als eerste te finishen, de derde etappe van de Ronde van Valromey. Op het Europese kampioenschap tijdrijden was hij één seconde sneller dan de latere wereldkampioen Igor Decraene en won hij zo de titel. Na winst in het jongerenklassement van de Ronde van Nedersaksen en de ploegentijdrit in Aubel-Thimister-La Gleize nam Tsjerkasov in september deel aan het wereldkampioenschap. In de tijdrit werd hij negende, vier dagen later eindigde hij op plek 39 in de wegwedstrijd.
In 2017 nam Tsjerkasov na zijn tweede plaats in de eerste rit in lijn van de Vijf ringen van Moskou de leiderstrui over van Vladislav Doejoenov, die een dag eerder de proloog had gewonnen. Na de derde etappe, waarin Tsjerkasov opgaf, nam Joeri Trofimov de leiding in het algemeen klassement over. In juni werd Tsjerkasov, mede dankzij een tweede plaats in deel A van de vijfde etappe, negende in het eindklassement van de Ronde van Italië voor beloften. Later die maand werd hij tiende op het nationale kampioenschap tijdrijden, waar winnaar Ilnoer Zakarin ruim anderhalve minuut sneller was. In juli werd hij, door driemaal bij de beste tien renners te finishen, zevende in het eindklassement van de door zijn landgenoot Pavel Sivakov gewonnen Ronde van de Aostavallei. Vanaf eind juli mocht hij stage lopen bij Gazprom-RusVelo. Tijdens die stageperiode nam hij onder meer deel aan de Ronde van de Drie Valleien.
In 2018 werd Tsjerkasov prof bij Gazprom-RusVelo, de ploeg waar hij al stage liep.

## Overwinningen
2013
 Russisch kampioen tijdrijden, Junioren
3e etappe Ronde van Valromey
 Europees kampioen tijdrijden, Junioren
Jongerenklassement Ronde van Nedersaksen, Junioren
2e etappe Aubel-Thimister-La Gleize

## Resultaten in voornaamste wedstrijden
|      | \| Jaar \| Milaan-San Remo \| Ronde van Lombardije \| \| ---- \| --------------- \| -------------------- \| \| 2018 \| 147e \| \| \| 2019 \| \| 46e \| |                      |
| Jaar | Milaan-San Remo | Ronde van Lombardije |
| 2018 | 147e |                      |
| 2019 | | 46e                  |

## Ploegen
- 2017 –  Gazprom-RusVelo (stagiair vanaf 28-7)
- 2018 –  Gazprom-RusVelo
- 2019 –  Gazprom-RusVelo
- 2020 –  Gazprom-RusVelo
- 2021 –  Gazprom-RusVelo
- 2022 –  Gazprom-RusVelo

Arslanov · Bojev · Broett · Firsanov · Foliforov · Jersjov · Kozontsjoek · Lagoetin · Majkin · Nikolajev · Nytsj · Ovetsjkin · Porsev · Rovny · Rybalkin · Savitski · Sjaloenov · Solomennikov · Svesjnikov · Troesov · Vorobjov · Zakarin · Kobernjak (stagiair) · Koerjanov (stagiair) · Tsjerkasov (stagiair)
Arslanov · Bojev · Firsanov · Foliforov · Kobernjak · Koerjanov · Kozontsjoek · Lagoetin · Majkin · Nytsj · Porsev · Rovny · Rybalkin · Sjaloenov · Sjilov · Troesov · Tsjerkasov · Vlasov · Koelikov (stagiair) · Koelikovski (stagiair) · Nekrasov (stagiair)
Arslanov · Bojev · Jevtoesjenko · Kobernjak · Koelikov · Koelikovski · Koerbatov · Koerjanov · Nekrasov · Nytsj · Porsev · Rikoenov · Rovny · Rybalkin · Sjaloenov · Sjilov · Stasj · Tsjerkasov · Vlasov · Vorobjov · Landi (stagiair) · Popov (stagiair) · Vitoerin (stagiair)
Bojev · Canola · D. Cima · I. Cima · Karaljok · Koelikov · Koelikovski · Koerjanov · Koezmin · Koeznetsov · Nekrasov · Nych · Rikoenov · Rovny · Rybalkin · Scaroni · Sjaloenov · Strachov · Tsjerkasov · Tsjernetski · Velasco
Bojev · Canola · D. Cima · I. Cima · Dversnes · Kotsjetkov · Kreuziger · Koezmin · Koeznetsov · Lucca · Lunder · Nekrasov · Nych · Rikoenov · Rovny · Scaroni · Sjaloenov · Strachov · Strachov · Tsjerkasov · Tsjernetski · Vacek · Velasco · Zakarin
Canola · Carboni · Conci · Díaz · Fedeli · Kotsjetkov · Michael Kukrle · Lunder · Malucelli · Nekrasov · Nych · Piccolo · Rikoenov · Rivera · Rovny · Scaroni · Strachov · Tsjerkasov · Tsjernetski · Vacek · Zakarin